# Naturismo

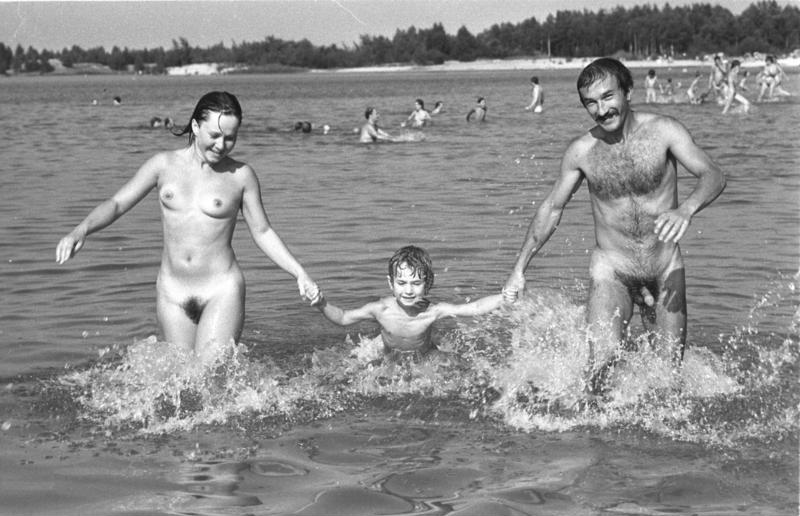
Spiaggia naturista sul lago di Senftenberg (Repubblica Democratica Tedesca) nei primi anni ottanta

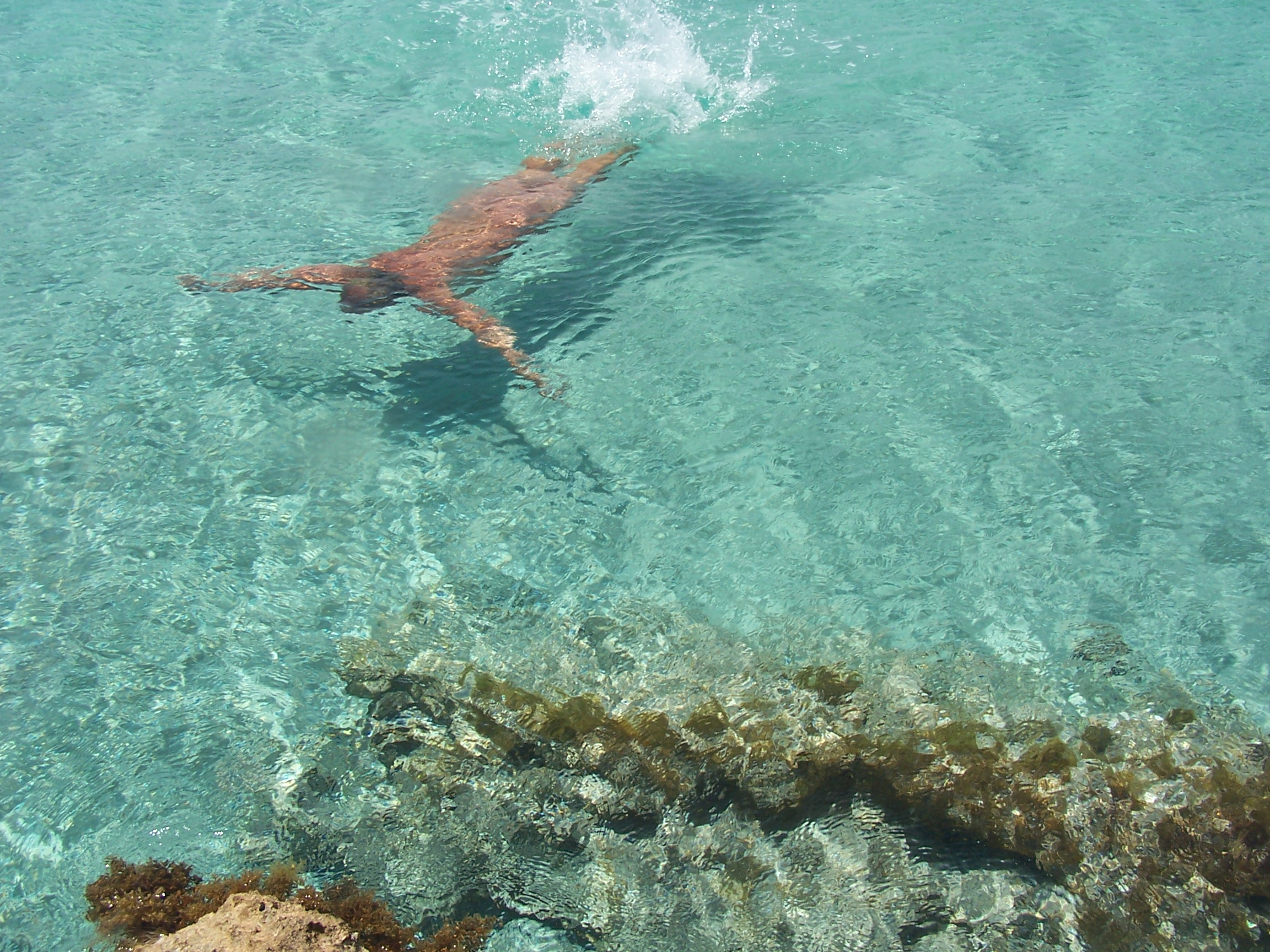
Bagnante presso Migjorn, isole Baleari

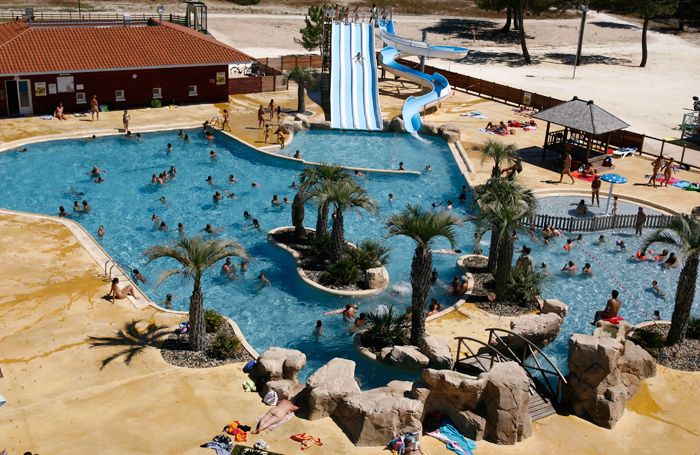
Parco acquatico naturista a Vendays-Montalivet in Francia

Il naturismo è un movimento che promuove il rispetto verso le persone, gli esseri viventi e l'ambiente attraverso un contatto meno artificioso dell'essere umano con l'ambiente naturale, che può esprimersi anche in stato di nudità, considerato come una condizione naturale per l'essere umano. Una persona naturista cerca di avere una vita sana, ad esempio alimentandosi con cibi genuini poco trasformati e di produzione sostenibile, praticando attività sportiva all'aria aperta e il suo stare nuda avviene spesso in socialità, sia in spazi privati che pubblici.
Il nudismo invece è inteso più propriamente come la semplice pratica della nudità, anche se spesso viene confuso con il naturismo. Viene praticato prevalentemente in zone balneari o turistiche, senza particolari convinzioni legate al rispetto della natura o a una vita sana, ma può condurre comunque ad una scelta naturista. In questo senso quindi si può dire che il naturismo ha in sé una componente nudista, mentre il contrario non è sempre vero.
Numerosi termini, come ad esempio nudità sociale, sono stati proposti come sostitutivi dei due termini suddetti senza però assumere la diffusione dei precedenti.
Presupposti comuni ad entrambi, nudismo e naturismo, sono: consapevolezza del benessere che la nudità può donare; considerazione della nudità come una condizione non degradante né offensiva, per sé stessi e per gli altri; totale estraneità ad atti esibizionistici o trasgressivi.

## Storia

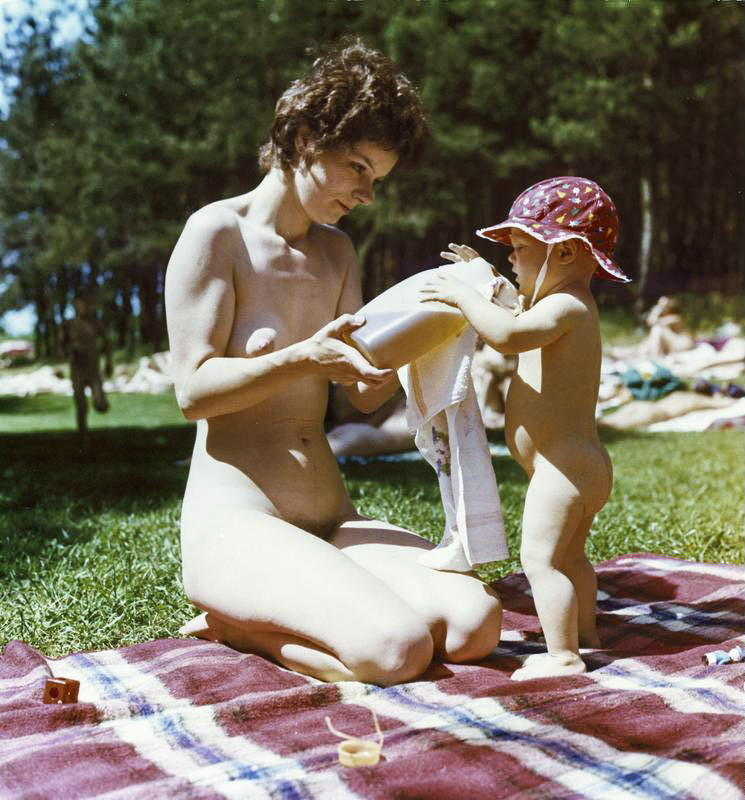
1983: spiaggia naturista sulle rive dell'Oder a Francoforte

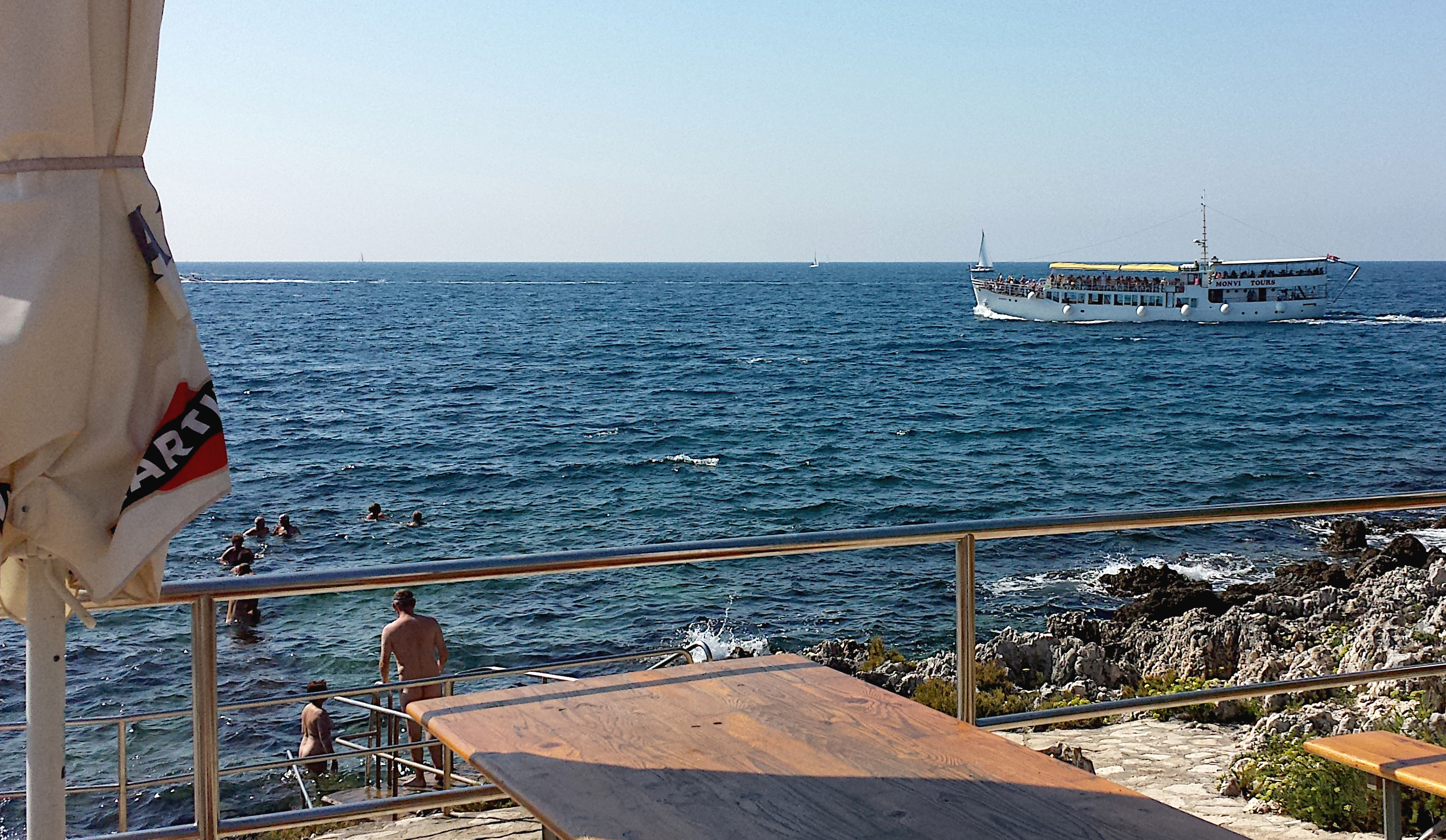
Naturisti presso l'isolotto di Conversada, Istria

Nell'ultimo quarto del XIX secolo nell'Europa occidentale le conseguenze degli aspetti eccessivi e/o dannosi dello sviluppo industriale e dell'urbanesimo sulla salute psicofisica dell'essere umano originano profonde riflessioni sulle modalità per riconquistare un migliore equilibrio nella vita umana. Matura la consapevolezza che il tempo trascorso all'aria aperta lontano dalle fonti di inquinamento industriale e urbano, l'esercizio fisico contrapposto alla sedentarietà del lavoro nel settore terziario e alla ripetitività del lavoro in fabbrica, il ritorno all'uso di alimenti e prodotti di origine naturale possono contribuire in maniera importante a migliorare l'equilibrio, la salute e la felicità dell'essere umano. Si comprende quanto la nudità, anche condivisa, contribuisca a favorire il riappropriarsi consapevole della propria corporeità.
Tali importanti riflessioni sono sviluppate in Germania, Regno Unito, paesi Scandinavi e poi in Spagna e Francia prendendo la denominazione di naturismo e consolidandosi negli anni venti e trenta del XX secolo, durante i quali è possibile notare una particolare attenzione alla possibilità di estendere i benefici effetti del naturismo dal miglioramento della vita del singolo individuo a quello della società intera.
Notevole è l'apporto che il cilentano Nicola Capo, nato a Laurito nel 1899, dà allo sviluppo e alla diffusione del naturismo in Spagna e in particolare a Barcellona, dove si trasferisce. A partire dal 1925 vi pubblica per molti anni la prima rivista naturista al mondo, che raggiunge una tiratura di trentamila copie, nonostante l'aperta ostilità del franchismo. La Spagna è tuttora tra le nazioni più aperte e favorevoli al turismo naturista.
Alla fine degli anni venti negli Stati Uniti d'America, l'immigrato tedesco Kurt Barthel organizza il primo evento nudista nei dintorni di New York, dove fonda l'American League for Physical Culture.
In Germania con l'avvento della dittatura nazista gli ideali naturisti subiscono un duro colpo repressivo, venendo dapprima proibiti, poi alterati e costretti in una celebrazione del corpo ideale della cosiddetta razza ariana, svuotandosi pressoché completamente dell'originario significato, ristabilito solo dopo la fine della seconda guerra mondiale.
Nel secondo dopoguerra i movimenti crescono sia in Europa che negli Stati Uniti, vivendo un periodo di diffusione particolarmente accentuata durante gli anni sessanta e settanta, quando le giovani generazioni vi trovano una notevole affinità con le istanze di libertà di espressione e di vitalità corporea che desiderano affermare. Anche il movimento hippy vi si avvicina (anche se in questo ambito l'impiego diffuso di droghe più o meno leggere è molto distante dalla filosofia naturista). Negli anni sessanta il naturismo, portato dai turisti tedeschi, si diffonde in Jugoslavia. In Istria nascono due grandi villaggi: nel 1961 il Koversada (poi molto ampliato), sull'isolotto di Conversada, e nel 1968 il Valalta nei dintorni di Rovigno. Lungo le coste dell'Istria e della Dalmazia, oggi sul territorio della Repubblica di Croazia, sorgono numerosi campeggi naturisti e molte spiagge ospitano la frequentazione naturista.
In seguito il naturismo si diffonde nella maggior parte dei paesi democratici nel mondo e attualmente sono cinquantuno i paesi ad avere una federazione nazionale o un'associazione unitaria affiliata alla Federazione naturista internazionale (INF-FNI).
In Italia un principio di turismo naturista è attestato, secondo le testimonianze di Bruno Zuculin (console italiano in Brasile nella prima metà del Novecento), a cominciare dagli anni cinquanta sull'Isola di Ponza e sulle spiagge di Focene, in provincia di Roma. Si tratta di una frequentazione non pubblicizzata e non ancora inserita nel contesto di un associazionismo naturista italiano: i naturisti nostrani erano allora iscritti alle associazioni estere o alla Federazione naturista internazionale.
A partire dal gruppo di italiani iscritti alla Federazione internazionale viene costituita nel 1964 la prima associazione italiana: l'Unione naturisti italiani (U.N.I.). Nel 1966 segue l'Associazione Naturista Italiana (A.N.ITA.) e nel tempo altre vengono fondate, coprendo l'intero territorio nazionale.
Un importante momento per il naturismo italiano è la creazione nel 1972 della Federazione naturista italiana (FENAIT) che tuttora riunisce la maggior parte delle associazioni naturiste del territorio e dialoga a livello internazionale con la Federazione naturista internazionale.
Una delle prime spiagge ad ospitare il naturismo italiano organizzato è il lido di Dante sul litorale di Ravenna. Nel 1999 viene riconosciuta legalmente al naturismo la prima spiaggia italiana con delibera comunale (Capocotta). I primi luoghi riconosciuti hanno vissuto problematiche relative al manifestarsi di comportamenti non leciti da parte di una frequentazione estranea al nudismo/naturismo: sono stati necessari, anche in tempi recenti, importanti interventi sanzionatori per ristabilirne la corretta fruizione.
Il riconoscimento legale di nuove spiagge, avvenuto negli ultimi anni in varie regioni italiane di concerto con le associazioni naturiste, ha favorito invece una buona frequentazione dei luoghi, contraddistinta da crescente consapevolezza della filosofia naturista.

## Filosofia naturista
(Art. 1, sez. "Finalità" dello Statuto della Federazione naturista internazionale, approvato dal Congresso nel novembre 2016)

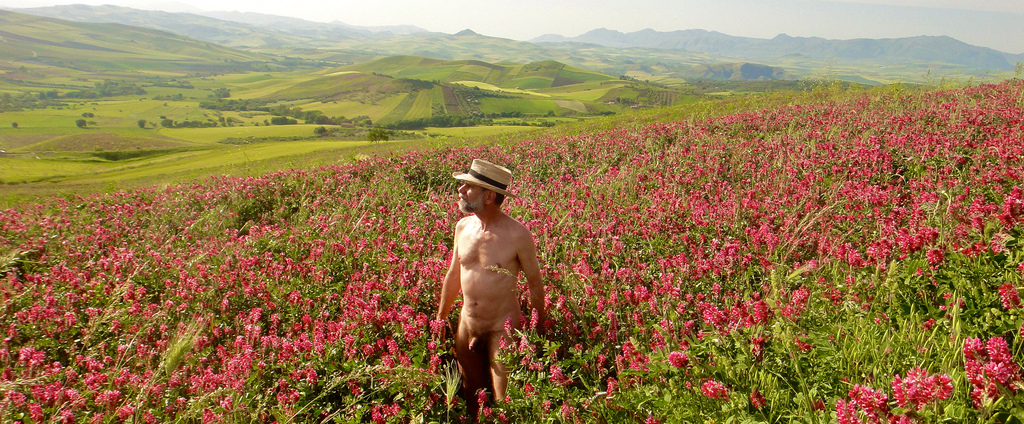
Naturista in collina in Sicilia

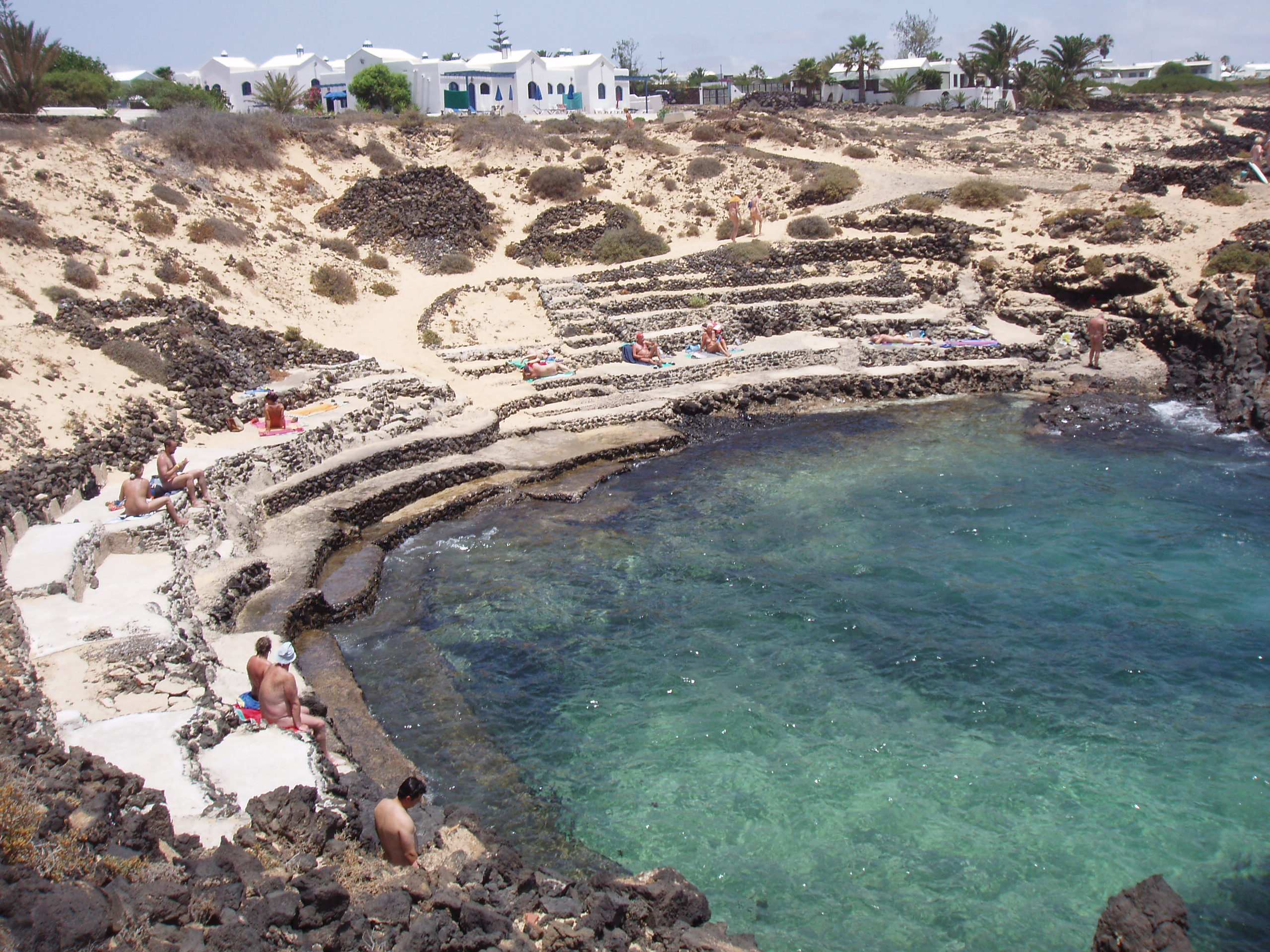
Specchio d'acqua marina presso il villaggio naturista di Charco del Palo, Lanzarote, Isole Canarie

Il naturismo è un movimento che promuove e difende la consapevolezza del benessere psicofisico che l'essere umano può provare mediante il contatto del proprio corpo nudo con l'ambiente naturale (o antropizzato in maniera sostenibile), e mediante l'uso di prodotti e alimenti sostenibili dal punto di vista ambientale e salutari per l'essere umano. È un movimento aperto alla partecipazione di persone di tutte le età: dalle famiglie con figli piccoli alle persone più anziane. Ognuno può trovare ristoro nel benessere offerto dal naturismo. 
I naturisti ritengono quindi che la nudità comune vissuta all'aperto a contatto con gli elementi dell'ambiente naturale favorisca il rispetto verso sé stessi e verso gli altri, e che favorisca inoltre il rispetto dell'ambiente, da cui proviene l'impegno a tutelare gli ecosistemi del territorio preservando con essi gli esseri viventi che li abitano e la salubrità della vita umana stessa.
I naturisti pensano che la nudità non sia indecente, né degradante, e ritengono che questa consapevolezza aiuti ad una migliore accettazione del proprio corpo, e di quello altrui. La nudità sociale infatti può contribuire ad una migliore soddisfazione della vita attraverso il miglioramento della percezione del proprio corpo e dell'autostima. I naturisti ritengono quindi che la nudità, in determinati contesti, può essere vissuta in socialità, nel pieno rispetto della moralità pubblica della società. Per il naturista infatti la nudità non costituisce in alcun modo veicolo né pretesto per alterare la moralità dei comportamenti pubblici: trasgressione ed esibizionismo sono del tutto estranei alla pratica naturista.
Pertanto la nudità, che nel naturista abbiamo definito come non accidentale, ma voluta, costituisce un'espressione culturale, un'espressione integrale di corporeità, di vitalità, e di equilibrio psicofisico. La nudità è quindi solo un aspetto (il più clamoroso secondo la visione comune) del naturismo, uno stile di vita che implica una visione più ampia dell'esistenza e dell'uomo, che abbraccia la tutela dell'ambiente e della salute.
Gli elementi centrali della filosofia naturista sono così riassumibili:
- la riscoperta del valore del corpo in relazione anche al benessere psichico;
- l'utilità psicofisica di una pratica sportiva o comunque di un regolare esercizio fisico;
- la tutela e il rispetto dell'ambiente sia naturale sia antropizzato;
- la consapevolezza che lo stato di nudità può dare benessere, sia da un punto di vista soggettivo psico-fisico, che da un punto di vista sociale di relazione, contribuendo all'accettazione di sé e degli altri;
- il perseguimento di uno stile di vita sano, evitando ad esempio l'uso di fumo e droghe, e in generale seguendo le indicazioni medico-scientifiche. Una attenzione è data anche alle "medicine complementari e alternative" che, sempre affiancandosi alla medicina ufficiale, si propongono soprattutto la conservazione dello stato di buona salute e del benessere di tutto il corpo e della sfera psichica connessa;
- un miglioramento qualitativo dell'alimentazione, mantenendo una dieta sana che privilegia alimenti poco trasformati industrialmente (prodotti biologici, integrali, da agricoltura biodinamica), ed eventualmente seguendo una dieta vegetariana;
- un miglioramento delle tecniche didattiche tradizionali per un migliore sviluppo della personalità (ad es. Adolphe Ferrière);
- il recupero di forme di socialità e momenti di vita collettiva di alto livello qualitativo.

## Diffusione
Da rilevazioni effettuate nel 2009 dalle associazioni di competenza, in Europa il numero di naturisti è attestato intorno ai 20 milioni (contro i 40 milioni degli Stati Uniti d'America). Secondo uno studio italiano del 2017 i naturisti a livello mondiale sono circa 70 milioni, anche se la valutazione non è semplice e potrebbe risultare al ribasso in quanto non tutti sono disposti a palesare la scelta naturista, ad esempio iscrivendosi ad associazioni. Secondo lo stesso studio, naturisti e nudisti in Italia sono circa 500.000.
Nel mondo oggi sono 51 i Paesi che hanno una federazione nazionale (o un'associazione unitaria) naturista aderente alla Federazione naturista internazionale.

## Luoghi e attività

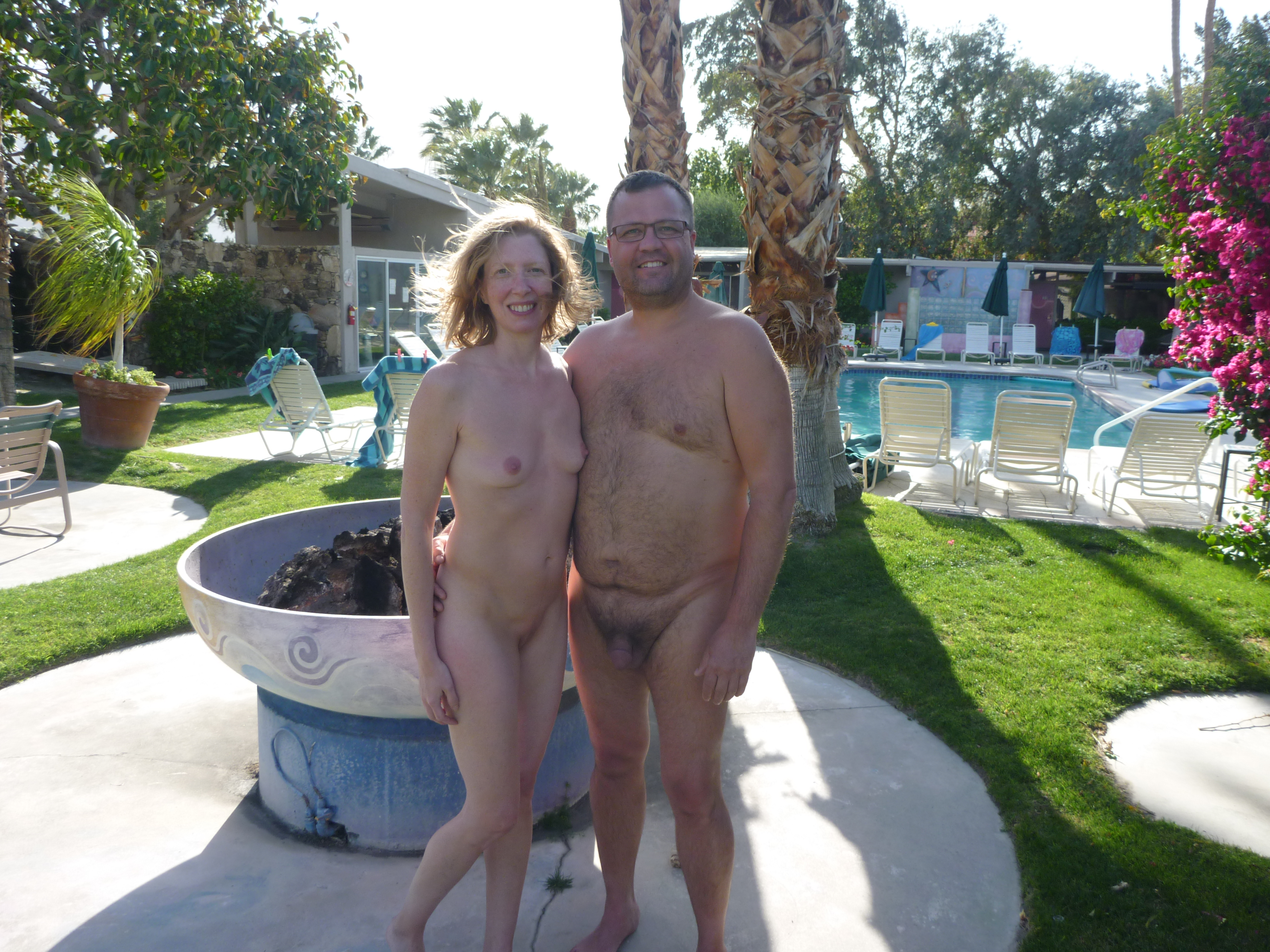
Una coppia presso una struttura naturista a Palm Springs, USA

Per motivi culturali e climatici, il naturismo viene praticato maggiormente durante l'estate in strutture attrezzate come campeggi, centri e villaggi di vacanza, centri termali, oppure in spiagge libere o attrezzate. Vi sono tuttavia anche numerose mete e strutture naturiste in zone collinari e montuose.
Le attività tipiche di questi centri sono le normali attività di relax e svago presenti in qualunque altra struttura o luogo di vacanza. Alcune, nel pieno spirito del naturismo, danno particolare attenzione agli aspetti ecologici e di sostenibilità ambientale.
Negli ultimi anni si sta diffondendo anche la pratica dell'escursione naturista.
In tutta Europa si contano circa 600 strutture naturiste (campeggi e villaggi turistici) e numerosissime spiagge (oltre 230 solo in Spagna). In Italia finora sono state legalmente riconosciute al turismo naturista più di 20 spiagge marine e fluviali da parte delle competenti amministrazioni comunali. Con il riconoscimento legale si è raggiunto un importante traguardo nell'assicurare la buona frequentazione dei luoghi nello spirito del naturismo.
Vi sono inoltre località con una frequentazione naturista di lunga consuetudine, spesso più che trentennale, anche se non riconosciuta formalmente.

## Associazioni

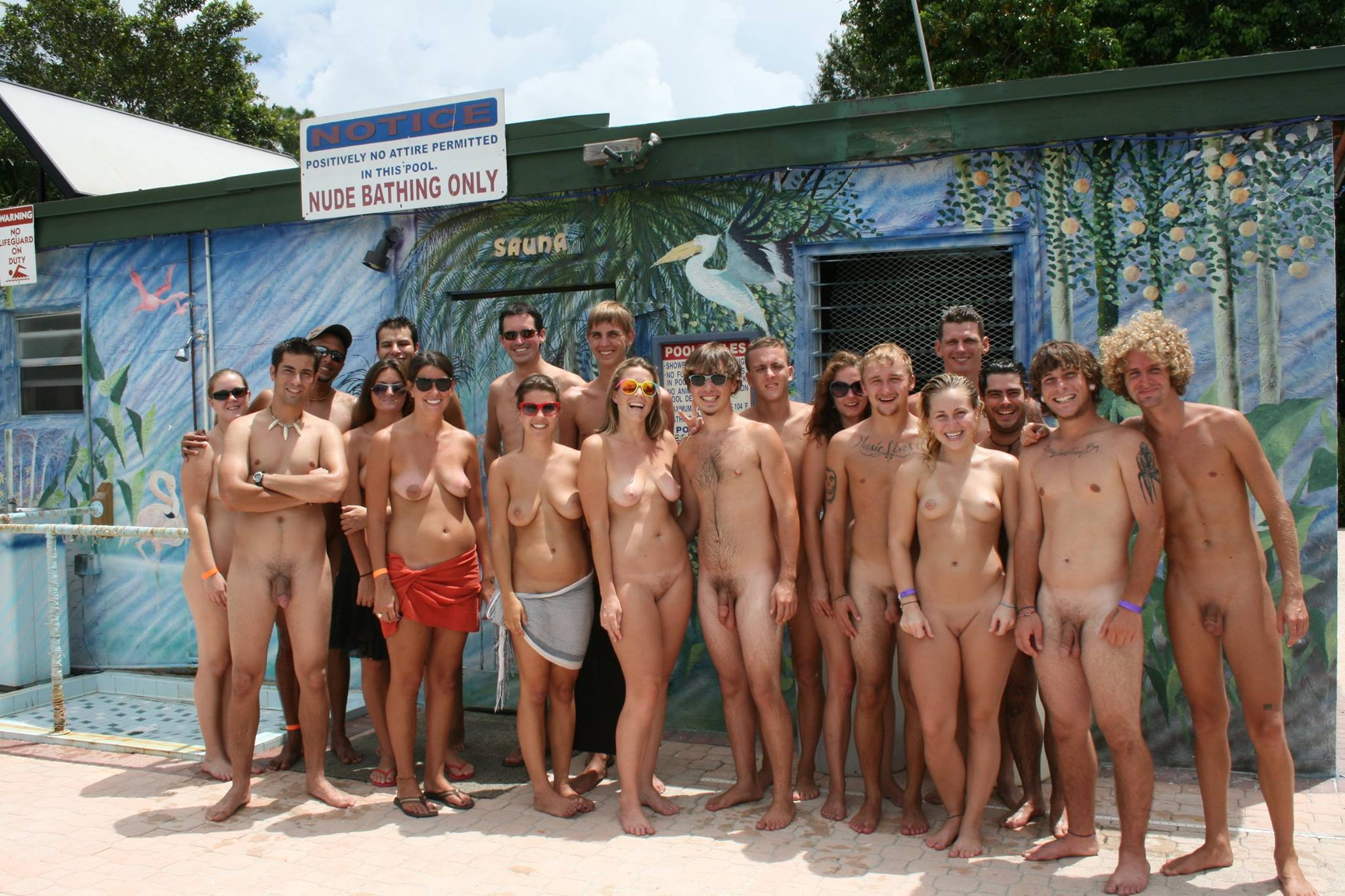
Naturisti dell'associazione Florida Young Naturists, Florida, Stati Uniti d'America.

L'associazionismo naturista ha origine nel XX secolo in Europa e negli Stati Uniti. La grande maggioranza delle associazioni di tutto il mondo aderisce oggi alla Federazione naturista internazionale (INF-FNI), fondata nei primi anni cinquanta. L'organizzazione è di tipo federativo: le singole associazioni naturiste presenti sui territori si riuniscono in federazioni nazionali, le quali a loro volta costituiscono la federazione internazionale (lo statuto prevede un solo rappresentante per nazione).
In Italia le prime associazioni naturiste nascono nella seconda metà del '900. La federazione italiana facente parte della Federazione naturista internazionale (INF-FNI) è la Federazione naturista italiana (FENAIT).
Tuttavia esistono anche alcune associazioni che non aderiscono alla INF-FNI, come ad esempio la Confederazione naturista italiana.

### Giornata mondiale del naturismo
La Federazione naturista internazionale istituisce la prima domenica di giugno come Giornata mondiale del naturismo. In tale occasione le associazioni naturiste di tutto il mondo organizzano degli eventi per divulgare la filosofia naturista.

### Gruppi
Oltre alle suddette associazioni, e spesso in collaborazione e accordo con esse, esistono gruppi di naturisti che frequentano e tutelano determinati luoghi o che condividono scelte in ambito religioso.
- Naturisti cristiani: rivolgendo un'attenzione particolare all'accostamento della propria fede cristiana col naturismo, ritengono che questo accostamento non contrasti con gli insegnamenti fondamentali di Gesù (come esposti nei quattro Vangeli, e nelle epistole del Nuovo Testamento)[27]. Sostengono inoltre che il naturismo possa aiutare a comprendere che la nudità ha valore anche indipendemente dalla sessualità[27] e a sviluppare sane relazioni interpersonali. Queste valutazioni trovano riscontro anche nelle parole di Papa Giovanni Paolo II, che nel suo magistero "Amore e responsabilità", ha dedicato un capitolo alla nudità, dal titolo "La nudità non è mancanza di pudore", nel quale egli specifica che "il pudore sessuale non può essere in nessun modo identificato con l'uso dei vestiti. Ci sono circostanze in cui la nudità non è impudica... la nudità in sé non deve essere equiparata alla mancanza di pudore[28]." Riguardo al senso di comunione con la natura ed al rispetto di essa il pontefice ha sostenuto inoltre che "l'impegno del credente per un ambiente sano nasce direttamente dalla sua fede in Dio creatore… Il rispetto per la vita e per la dignità della persona umana include anche il rispetto e la cura del creato, che è chiamato ad unirsi all'uomo per glorificare Dio[29]".

Simbolo naturista generico lanciato da:www.naturistsymbol.org/

Intorno al 2020, in maniera spontanea alcuni naturisti hanno lanciato su internet l'idea di un simbolo per rappresentare il naturismo, le persone e i luoghi naturisti che fosse più generico rispetto ai simboli delle specifiche associazioni: è stato selezionato il simbolo a lato, che ha avuto una discreta diffusione.

## Legislazione

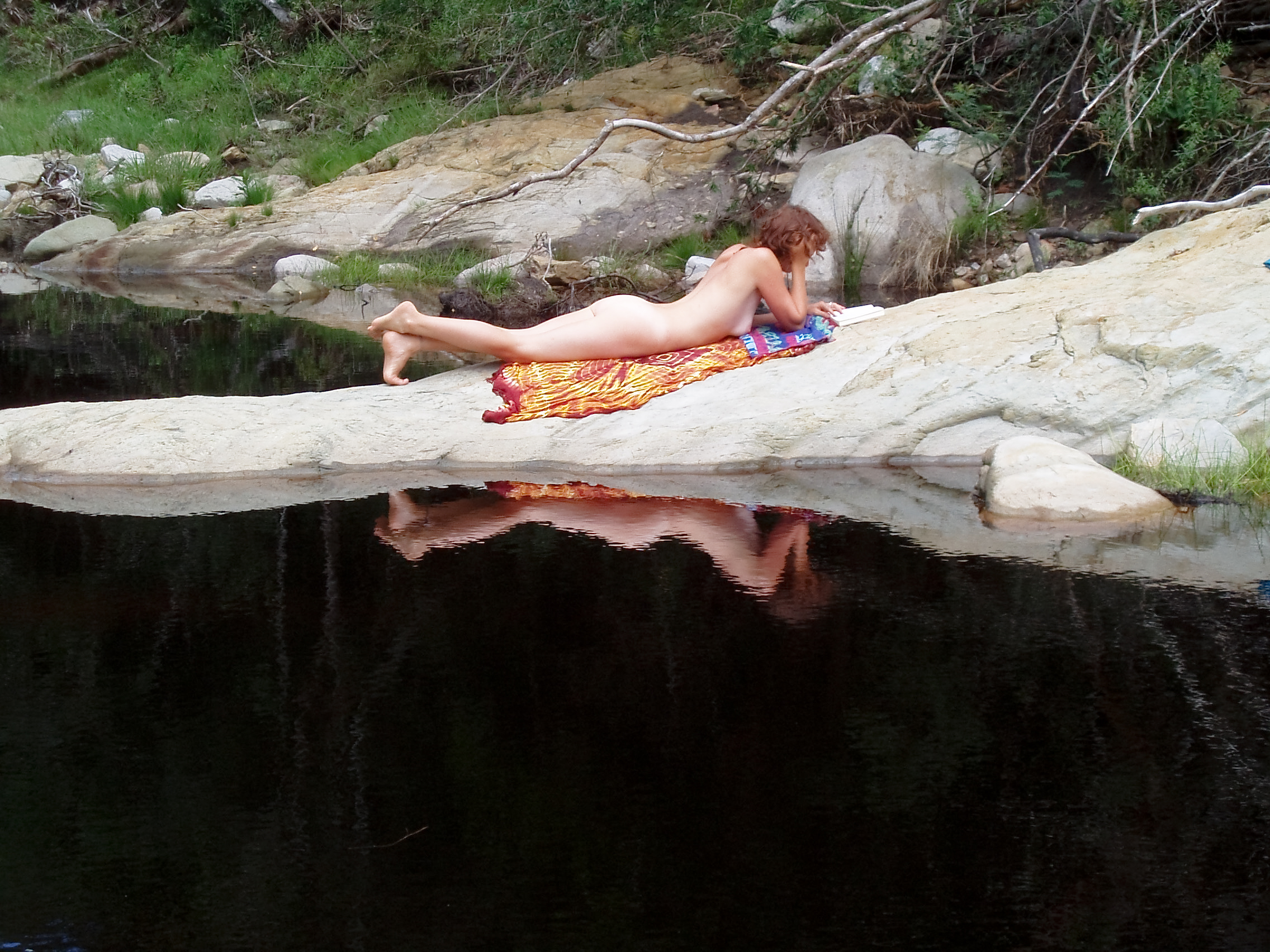
Bagnante si dedica alla lettura presso uno specchio d'acqua a Knysna, in Sudafrica

Ben cinquantuno Paesi hanno una federazione o un'associazione naturista esistente in una forma pienamente riconosciuta dal punto di vista giuridico, appartenente alla Federazione Naturista Internazionale. In questi Paesi le idee naturiste non incontrano particolari difficoltà e la nudità sociale è sempre possibile nei luoghi deputati al naturismo (spesso anche altrove a seconda delle legislazioni).
Il movimento naturista quindi è largamente riconosciuto a livello internazionale. Alcuni Paesi hanno redatto leggi particolari con l'intento di tutelarlo e valorizzarlo. La sua natura di movimento culturale che tocca molteplici aspetti della vita umana non pone di solito particolari necessità ai legislatori, eccezion fatta per la nudità sociale, che può rientrare nell'oggetto di leggi specifiche. Le leggi riguardanti la nudità in contesti pubblici variano in maniera significativa a seconda delle caratteristiche culturali, sociali e religiose degli stati (ad esempio la nudità in contesti pubblici è vietata nei Paesi di religione islamica). In linea generale, i Paesi di cultura europea o con popolazione di origine europea (in ogni continente) pur con alcune differenze, non considerano oggi lo stato di nudità pubblica un reato (mancando l'offensività verso il bene tutelato). Alcuni di essi ascrivono la nudità pubblica all'indecenza, se essa è vissuta al di fuori dei contesti in cui è permessa (cioè i luoghi autorizzati al naturismo o con consuetudine naturista). Altri Paesi, come la Spagna, non ascrivono la nudità pubblica al novero dell'indecenza, lasciando al legislatore il compito di definire dove essa non è consentita.
Per quanto riguarda la nudità parziale del busto femminile (topless), nella grande maggioranza dei Paesi europei (Italia, Spagna, Francia, Portogallo, Regno Unito, Belgio, Olanda, Svizzera, Austria, Germania, Ungheria, Cechia, Slovacchia, Slovenia, Croazia, Grecia, Bulgaria, Ucraina) essa è sempre consentita in ogni spiaggia. Inoltre essa costituisce pratica comune in molte aree riservate, tra cui gli spogliatoi femminili, le saune, le piscine aperte.

### Normativa italiana

#### Proposte di legge
In Italia la prima proposta di legge sul naturismo è stata presentata il 19 ottobre 1993 dall'onorevole Sauro Turroni (Verdi) su richiesta di Fidenzio Laghi, in nome dell'Associazione naturista emiliano-romagnola di cui Laghi era presidente. Fu poi ripresentata nella successiva legislatura cominciata nel 1994, e infine, con il n. 529, nella legislatura cominciata nel 1996, durante la quale fu sottoscritta da 106 deputati di quasi tutti i gruppi parlamentari. Anche Piergiorgio Massidda (Forza Italia) a titolo personale presentò nel 1999 una sua proposta di legge, concorrente, la n. 6490.
Il 21 marzo 2000, la XII Commissione della Camera dei deputati (Affari Sociali) discusse per la prima volta della questione, esprimendo l'esigenza di formulare un testo unico, comprensivo di entrambe le proposte. Venne così nominato un "comitato ristretto" incaricato di svolgere audizioni sulla questione.
Il 24 gennaio 2001 la XII Commissione adottò come testo base la proposta di legge C.529, integrata da quanto elaborato dal comitato ristretto. Nacque così la pdl "Norme per il riconoscimento e la regolamentazione della pratica naturista", ma volgendo la legislatura ormai al termine essa non venne mai votata né in Commissione né in Aula.
Nel corso della XIV Legislatura vennero presentate ben quattro proposte di legge inerenti al naturismo: la C.286 (Massidda, Forza Italia, il 30 maggio 2001); la S.153 (Turroni, Verdi, il 7 giugno 2001); la C.961 (Pecoraro Scanio, Verdi, il 21 giugno 2001); infine, il 28 luglio 2004, Franco Grillini (Democratici di Sinistra) presentò alla Camera la C.5194 che, al contrario delle precedenti, si limitava alla "Depenalizzazione della pratica del naturismo" e alla "Disciplina delle strutture turistico-ricreative riservate ai naturisti".
Sottoscritta da 40 parlamentari su 945, tutti dell'opposizione, questa proposta di legge, assegnata alla XII Commissione il 27 settembre 2004, non venne iscritta nel calendario dei lavori della stessa fino alla fine della legislatura. Grillini ha ripresentato il 28 aprile 2006 la proposta di due anni prima, questa volta indicata come C.276. Nel frattempo, il 26 luglio 2006, la Regione Emilia-Romagna ha approvato una legge regionale dal titolo "Valorizzazione del turismo naturista" avente lo scopo di favorire questa forma di turismo con il riconoscimento di aree demaniali ad essa riservate.
Il 5 dicembre 2008 la senatrice Donatella Poretti del gruppo radicale del Partito Democratico ha presentato al Senato il Disegno di legge n. 1265 Depenalizzazione e legalizzazione della pratica del naturismo. Il provvedimento è stato controfirmato da Marco Perduca, Anna Maria Carloni, Roberto Della Seta, Roberto Di Giovan Paolo, Vidmer Mercatali e Umberto Veronesi.
Il disegno di legge se approvato, con l'introduzione dell'art. 1, comma II, avrebbe fornito la definizione di naturismo come l'insieme delle pratiche di vita all'aria aperta che, nel rispetto degli altri, della natura e dell'ambiente circostante, utilizzano il nudismo come forma di ricreazione e di sviluppo della salute fisica e mentale attraverso il contatto diretto con la natura.
Il significato dell'iniziativa legislativa è quello di autorizzare e regolamentare il naturismo rendendo lecito in Italia un uso radicato da decenni non solo nei Paesi dell'Europa settentrionale, ma in buona parte dei Paesi della costa settentrionale del mar Mediterraneo, concorrenti dell'Italia nel settore del turismo.
Inoltre si proponeva l'abrogazione dell'art. 726 del codice penale, ritenuto inopportuno perché non in linea con i principi di un moderno diritto penale del fatto, e perché, oltreché essere una norma ambigua, mancherebbe dell'offensività del bene giuridico tutelato, caposaldo di un sistema penale garantista e liberale.

#### Leggi regionali
Le seguenti regioni italiane hanno intrapreso una iniziativa legislativa per tutelare e valorizzare il turismo naturista.
- Emilia-Romagna: la prima legge regionale avente lo scopo di valorizzare il turismo naturista è stata approvata dal Consiglio regionale dell'Emilia-Romagna il 26 luglio 2006, col titolo “Valorizzazione del turismo naturista”. È stata proposta da Fidenzio Laghi, ex presidente dell'ANER (Associazione Naturista Emiliano Romagnola), alla consigliera regionale Daniela Guerra (Verdi). La legge consiste nella riproposizione, con lievi modifiche, di un testo presentato da Renzo Carella (DS, Vice Presidente del Consiglio regionale), alla Regione Lazio il 29 novembre 2001, ma non approvato per il termine della legislatura[35].
- Abruzzo: la Regione Abruzzo ha approvato una legge regionale avente lo stesso titolo, ”Valorizzazione del turismo naturista”, in data 30 luglio 2013.
- Veneto: con la Legge n. 7 del 7 febbraio 2014[36] la Regione Veneto riconosce e valorizza il turismo naturista sul proprio territorio. Sulla base di questa legge (Art. 2, comma 1) "Il turismo naturista è consentito liberamente, purché in aree, spazi e infrastrutture, appositamente destinati, delimitati e segnalati." Inoltre è permesso il naturismo in zone di proprietà pubblica in aree apposite (Art. 3 comma 1): "I comuni e gli altri enti pubblici locali secondo e nei limiti delle rispettive competenze, possono destinare spiagge marine, lacustri o fluviali, boschi, parchi ed altri ambienti naturali di proprietà demaniale o di enti pubblici locali, alla pratica del turismo naturista."
- Piemonte: legge regionale ”Disciplina del Turismo naturista” del 21 settembre 2015.
- Lombardia: la regione tratta il turismo naturista all'interno della legge avente come titolo “Politiche regionali in materia di turismo ed attrattività del territorio lombardo” all'art. 2 comma 1.
- Sardegna: la regione tratta il turismo naturista all'interno della legge regionale 28 Luglio 2017, n. 16 (Norme in materia di turismo), all'articolo n. 36[37].

#### Sentenze
Nel 1979 il Pretore di Ravenna archiviò 14 naturisti sorpresi alla Bassona.
Nel 2000 le sentenze n. 1765 e n. 3557 della Corte di cassazione hanno di fatto reso legittimo il naturismo nei luoghi in cui è consuetudine.

## Filmografia
- Comme au premier jour, a cura di FFN (1967), Francia
- Educating Julie, regia di Gail Hardman (1984), Regno Unito
- Vivre nu, regia di Robert Salis (1993), Francia
- Nudisti per caso, regia di Franck Landron (2004)
- Act Naturally, regia di J. P. Riley (2011), USA